# Fiscal de posturas
O fiscal de posturas é a autoridade pública que a lei municipal incumbe de harmonizar os direitos concorrentes dos cidadãos, cabendo-lhe fiscalizar, orientativa, preventiva ou repressivamente, a conduta do munícipe para que as liberdades e os direitos individuais, em especial o de propriedade tanto a pública quanto a particular, sejam exercidos em concorrência e "sem lesar ou ameaçar a coletividade ou o bem-estar geral"  O fiscal de posturas pratica "exames, vistorias, perícias, verificações, avaliações, cálculos, estimativas, atende denúncias, confrontos e outros trabalhos como condição ou preparo do ato propriamente de polícia, consistente em autorizar, licenciar, homologar, permitir ou negar, denegar, proibir, etc. Dependendo da cidade, o fiscal se utiliza de veículo próprio ou oficial oferecido pela prefeitura para fazer a ronda pela cidade. Quando necessário trabalham com o apoio da Polícia Mílitar, nos casos de apreensão ou interdição." No mundo, o fiscal de posturas tem origem milenar ;no Brasil, o fiscal de posturas existe desde 1° de outubro de 1828. A ocupação foi reconhecida pelo MTE (Ministério do Trabalho e Emprego) em 21  de fevereiro de 2015, desde então consta da CBO (Classificação Brasileira de Ocupações), sob o código 2545-05, com o título Fiscal de Atividades Urbanas (FAU) - sinonímia não exaustiva para: Agente fiscal (atividades urbanas), Agente vistor, Auditor de atividades urbanas, Auditor fiscal de atividades urbanas, Fiscal de atividades econômicas, Fiscal de feiras livres, Fiscal de posturas, Fiscal integrado, Fiscal municipal, Fiscal urbano e Inspetor fiscal.

### A Fiscalização Municipal de Posturas
A fiscalização é uma atividade técnica exercida para verificar as conformidades das obras e serviços executados com as exigências, normas e especificações aplicáveis. A fiscalização é exercida através de vistorias que envolvem aspectos técnicos e administrativos da execução das obras e serviços. Neste sentido, o exercício da função de Fiscal de Obras e Posturas é, das mais importantes do serviço público municipal, já que exterioriza uma das formas de exercício do poder de polícia que maior reflexo traz: o da realidade local. A efetiva fiscalização de Obras e Posturas, com o atendimento das regras dispostas na legislação, é exemplo de Município desenvolvido. De consequência, Município atrativo para o comércio, para as indústrias, para a moradia, turismo, saúde, segurança e outras tantas facetas do desenvolvimento das funções sociais da Cidade e do bem-estar de seus habitantes. A capacitação dos servidores que exercem a atividade de fiscalização no Município é condição primordial para alcançar os objetivos da Cidade ordenada, limpa e atraente.
Os Municípios, em geral, possuem quadros de funções específicas de fiscalização com poder de polícia. São quadros de atuação nas áreas:
Fiscalização de Posturas Municipais;
Fiscalização de Obras de Construção Civil e outras;
Fiscalização Sanitária;
Fiscalização de Meio Ambiente;
Fiscalização de Trânsito.
A Fiscalização Municipal deve apresentar um caráter coercitivo e ao mesmo tempo educativo e preventivo, de orientação aos profissionais, empresas e outros segmentos sociais sobre a legislação que regulamenta as obras no Município.